# Broderie chinoise
Pour les articles homonymes, voir Broderie (homonymie).

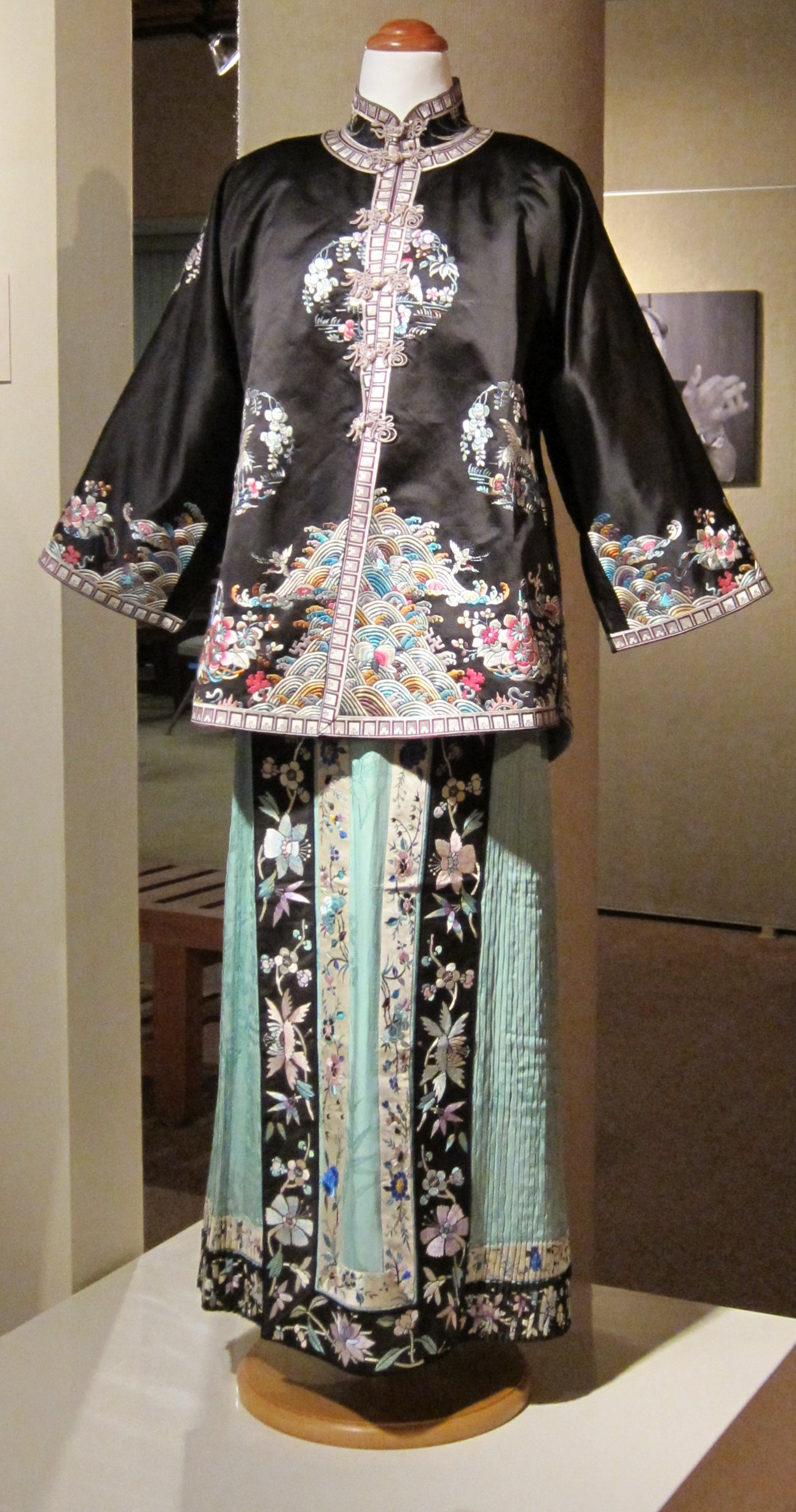
Veste et jupe plissée. Soie brodée. Vers 1900. Chine du centre. Honolulu Academy of Arts.

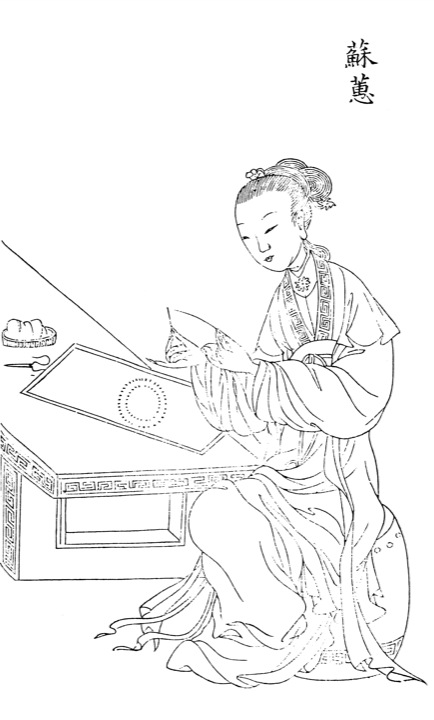
La poétesse Su Hui brodant. Gravure sur bois, fin XVIII, tirée du Baimei tupu (Catalogue des Cent Beautés).

La broderie chinoise, art artisanal traditionnel de la Chine, occupe une place importante dans l’histoire de l'art chinois, et, au sein de l'industrie textile, dans l'économie chinoise. Elle est pratiquée dans toute la Chine et porte des caractères distincts selon les lieux. Au cours de son histoire et encore aujourd'hui elle se perfectionne sur le plan technique et se renouvelle dans ses choix esthétiques.
Depuis quelques années un intérêt croissant se développe en Chine pour l'étude des broderies anciennes et modernes, chinoises et étrangères.

## Caractères spécifiques à la broderie chinoise
La Chine a été le premier pays à produire de la soie (au moins depuis le troisième millénaire avant notre ère) et la broderie sur soie a été dès l'Antiquité très recherchée au-delà du monde chinois. La Chine ancienne produisait aussi de magnifiques tissus de chanvre, de ramie, de coton et à partir du  pueraria. Elle produisait de la gaze, des brocarts, des satins et des velours. Nombre de ces supports textiles ont reçu des broderies. Dans la Chine ancienne, les soies se classaient en deux qualités : la soie épaisse, appelée lo, et la soie fine, appelée ling. Les principaux supports pour la broderie furent le textile de soie à armure carrée (taffetas), nommé tch'eou, et le satin, appelé touan.
La structure du dessin, dans la mesure où une part importante de la broderie chinoise se réfère à la peinture est un élément essentiel dans la broderie chinoise, de même que l'étude des méthodes propres à chaque point, le choix d'un effet de coloration d'ensemble, la combinaison des effets de matière et la composition des formes et des couleurs. Ceci concerne les techniques de broderie spécifiques à la représentation de figures, d'objets, d'animaux, des arrière-plans et des paysages et à la constitution des ornements géométriques.
L'art de la broderie fut pratiqué, en Chine, par des femmes, quel que soit leur rang au sein de la société chinoise, et par des hommes. Tous étaient nommés « les gens de la fenêtre verte ». L'une des brodeuses les plus célèbres se nomme Han Ximeng, de l'école Gu. Ting Pei et Shen Zhou, qui vécurent au XIXe siècle, sont deux hommes très connus en Chine, dans cet art.

## Points de la broderie chinoise
Toute l'histoire de la broderie, en Chine, est liée à une recherche d'enrichissement de la palette des manières de broder,.

### Les points les plus anciens à la broderie chinoise
- Points de chaînette ou suoxiu.
- Points passés ou qizhenxiu. En Chine, avec le point passé plat les points sont proches les uns des autres pour donner un aspect satiné[6]

### Autres points de broderie
- Point de nœud ou huanzixiu, jiezixiu et dazixiu.
- Broderie d'application, ou tiexiu, tiejuanxiu, tierongxiu et tieyuxiu.
- Point de fixation ou dingxianxiu et dingxiu.
- Point d'écaille ou kelinxiu.
- Point de croix.

## Sujets de broderie / usages des objets brodés
Les œuvres de broderie se classent en séries différentes en fonction du sujet : fleurs, animaux "propices" (ou "de bon augure"), paysages, ornements non figuratifs etc. La broderie s'applique pour les articles d’usage courant comme les vêtements, les bourses et pochettes, les chaussures, les mouchoirs, les drapeaux, les décorations d'autel, les cartes de vœux et jusqu'au cache-poussière des appareils ménagers.
À l'origine les motifs étaient dictés par l'impératif de marquage de ces objets par des signes d'appartenance à un groupe et par l'inscription d'emblèmes et de symboles bénéfiques. Il y a donc une très grande richesse et complexité dans la lecture, aujourd'hui, de ces sujets et motifs selon leur époque et selon le lieu de leur exécution, comme toute œuvre d'art.

### Les symboles impériaux
Sous l'empire les vêtements officiels et de Cour se distinguaient en fonction de leur statut plus ou moins formel par des emblèmes et symboles, brodés (ou sous forme de tapisserie)  selon un code fixé. Le nouveau rôle des femmes, sous les Qing dans les rituels de Cour, se manifeste ainsi dans les broderies de leurs vêtements.
L'Empereur avait seul le droit de porter une robe jaune éclatant ornée de neuf dragons, à partir de la dynastie Qing, (souvent inscrits dans de grands médaillons) et d'une série de douze symboles. Le dragon étant l'emblème impérial par excellence, il dit la capacité universelle du souverain et sa faculté d'adaptation à toutes situations; quant au chiffre neuf, il traduit la virilité et le pouvoir. Sur ces vêtements d'autres symboles apparaissent régulièrement. Le soleil, la lune et les étoiles (en constellations) : la sagesse de l'empereur inspirée par le ciel. Les Montagnes sacrées. (des volumes en forme de prismes emboîtés, superposés ou juxtaposés) enveloppées de nuées pluvieuses : la Terre et la pluie qui la fertilise. La mer Primordiale par des bandes ondoyantes. Le double caractère fu : l'empereur et ses ministres travaillant ensemble. La hache : aptitude à trancher dans les situations difficiles. Le vase rituel : faire respecter les rites… Lors des anniversaires impériaux et dans les occasions jugées « semi-formelles » le manteau aux insignes n'était pas porté et la robe se présentait dans l'intensité pure de sa couleur jaune.

### Les symboles des fonctionnaires
Le manteau des fonctionnaires pouvait être marqué sur la poitrine et sur le dos d'un insigne carré cousu après avoir été brodé (le « carré de mandarin ») qui indiquait le grade du fonctionnaire, sur une échelle de neuf classes. Les fonctionnaires civils se distinguaient par des motifs d'oiseaux, les militaires par des quadrupèdes, brodés sur le manteau uni. Ce carré de broderie était simplement cousu afin de pouvoir être remplacé en fonction de l'avancement ou de la rétrogradation du fonctionnaire. Il fut aussi, exceptionnellement, tissé.

### Les signes prophylactiques sur les vêtements d'enfants
Des signes prophylactiques brodés apparaissent sur les vêtements des nouveau-nés et sur ceux des enfants. Selon l'ancienne tradition l'âme de l'enfant risque d'être chassée de son enveloppe corporelle par des fantômes de morts insatisfaits, gui. Divers accessoires comme des grelots servent à les écarter, mais aussi des figures de chats, de chiens ou de tigres, voire de crapaud , brodés sur les chaussures, sur les chapeaux ou sur une collerette, en épousant les formes de l'animal, évoquées parfois par des éléments en relief quasi-sculpturaux. Ces broderies censées effrayer les fantômes, sont en fait tout à fait réjouissantes pour les hommes, avec de grands yeux en relief, de petites oreilles saillantes et toutes rondes, contenant des petits pompons à figures… et cela dans les couleurs les plus vives.

## Histoire de la broderie en Chine

### Depuis la plus haute Antiquité: points de chaînette et passé plat
Sous les Zhou le tissu était généralement coloré avant d'être brodé.
En 1982, au cours de fouilles à Jiangling sur une tombe datant de la dynastie Zhou, à l'époque des Royaumes Combattants, vingt et une pièces brodées de motifs variés ont été découvertes. Les couleurs sont en parfait état. Des motifs de dragons et des animaux symboliques sont ainsi réalisés au point de chaînette en jouant (comme sur l'exemple du tigre reproduit dans la galerie d'images, ci-dessous) sur l'alternance de chaînette rouge et noire. Leur astucieuse disposition exprime la courbure de l'animal et l'énergie qui circule dans toute cette composition comme c'était aussi le cas dans d'autres médiums à cette époque, en particulier dans les laques, qui, comme la broderie d'alors, servaient de modèles aux autres pratiques artistiques et surtout aux bronziers
L'époque de la dynastie Han de l'Ouest nous a laissé de nombreux textiles dans les tombes de Mawangdui . Ces 50 pièces de soie (dont l'une est reproduite ci-dessous) sont brodées au point de chaînette et au point passé à effet de satin sur un dessin tracé à l'encre noire, avec des formes contournées et tendues, qui se replient sur elles-mêmes, quasi abstraites, à tel point que le sujet n'est plus identifiable aujourd'hui : fleurs, oiseaux, nuages ou vagues?
L'époque de la dynastie Han de l'Est, époque de constitution de la Route de la soie, voit se développer la commercialisation de ces soies brodées au point de chaînette et au point passé plat d'égale et d'inégale longueur pour leur aspect satiné et pour la représentation de feuillages, plumes d'oiseaux et la reproduction de la peinture religieuse, comme ce fut surtout le cas plus tard, sous les dynasties Tang, puis Song et Yuan.

### Sous ladynastie Ming: la broderie de l'école Gu
Ce type de broderie tient son nom de la famille Gu dont les femmes excellaient dans la broderie et dont les innovations furent beaucoup reprises ensuite.  Leur haute qualité réside dans la combinaison de la peinture sur soie et de la broderie. Le choix des points  et des matières intégrées à la soie dépendant des tons et des valeurs donnés aux parties du tableau de broderie. Han Ximeng, de cette famille Gu, serait la première brodeuse à avoir utilisé de véritables cheveux, enroulés autour du fil de soie, pour reproduire les cheveux des personnages. La paille de certains végétaux a été aussi utilisée de la même façon, ainsi que des fils d'or et d'autres métaux découpés dans de fines plaques de métal.

### Les styles locaux principaux sous ladynastie Qing
Héritant des styles de broderie de la dynastie Song, des inventions des brodeuses Ming, la broderie sous les Qing prend une ampleur comparable à l'essor de la céramique, celle produite pour un usage local et celle destinée à l'exportation. 
En Chine, les quatre styles locaux suivants se développent au XIXe siècle  sont les plus connus depuis le XIXe siècle :

#### Xiangxiu
La broderie du Hunan (XiangXiu) vient des régions qui se trouvent autour de Changsha, chef-lieu de la province du Hunan. Elle se distingue par ses colorations austères et élégantes avec le noir, le blanc et les gris clairs et foncés. Insistant sur les contrastes de  valeur, de lumière et d'ombre, elle met en valeur le réalisme du motif et ses effets de représentation des trois dimensions. Excellant dans la combinaison des vides et des pleins et l'utilisation de l'espace "blanc", les broderies de Xiangxiu se présentent avec la qualité simple et de bon goût du lavis chinois.

#### Yuexiu
La broderie de Canton (YueXiu ou GuangXiu) est celle de Chaozhou. Elle est composée de motifs intriqués mais symétriques, des couleurs vibrantes, de points variés et de textures définies. Sa préférence pour les couleurs primaires et les variations de lumière et d'ombre est évocatrice des tableaux de l'Ouest. 

#### Suxiu
La broderie de Suzhou (SuXiu) désigne la région dont le centre est la ville de Suzhou, chef-lieu de la province du Jiangsu. Elle est connue pour ses beaux motifs, ses couleurs élégantes, sa variété de points (de couture) et son art consommé. Elle prend l'aiguille comme pinceau pour exécuter l'image sur le tissu, les points sont adroits et méticuleux, la coloration subtile et raffinée. Elle est fortement "influencée" par l'école de Gu  qui s'est développée au sein du mouvement de l'art sous les Ming.

#### Shuxiu
La broderie du Sichuan (ShuXiu) est l'appellation des produits brodés des régions axées sur Chengdu, chef-lieu de la province du Sichuan. Ses matières premières sont du satin et de la soie de couleurs. Elle est connue pour la dextérité soigneuse et raffinée du travail, la recherche dans les points de couture, la coloration délicate et le goût local. En général, la broderie du Sichuan est utilisée pour décorer les dessus de couverture, les taies d'oreiller, les vêtements, les chaussures et les paravents ornés de peintures, etc.

## La broderie dans les groupes ethniques
Les costumes des ethnies minoritaires en Chine (surtout dans le sud-ouest) constituent un espace de manifestation identitaire par des signes culturels forts dans le contexte de l'intrusion massive d'autres cultures dans leur univers. Si pour les hommes le costume traditionnel a pratiquement disparu de la vie quotidienne, les femmes portent encore leur culture sur elles, dans le costume habituel et dans les costumes de cérémonies plus ornés. C'est un ensemble de réalisations où les matériaux étaient, en général, produits et façonnés par elles, et à la main. Les teintures naturelles sont encore utilisées pour les tissus "simples" qui sont décorés au "batik" ou décorés d'appliques et brodés. Mais les produits de l'industrie des colorants et des textiles chinois occupent une place importante aujourd'hui. 
Les festivals entre jeunes gens à marier sont l'occasion de porter des costumes conçus et réalisés avec art. Le choix des matériaux (lourds bijoux d'argent, soie) signalant la richesse de la famille. Les textiles sont ainsi marqués de signes, souvent brodés, en fonction de chaque pièce : le costume de mariage, mais aussi les bonnets de nourrisson qui célèbrent sa survie, le couvre-lit qui favorise la fertilité, le porte-bébé qui éloigne les "esprits" néfastes.
Il semble que les broderies se sont généralisées au détriment des techniques de tissage entre 1900 et 1950. Aux motifs anciens géométriques se sont substitués, de plus en plus, des éléments figuratifs que permettaient les techniques de broderie. Les tissus découpés et appliqués en font partie. Tous ces motifs, géométriques et autres, se retrouvent dans le batik, technique inventée par les Hmong (Miao en chinois) avant d'être apprise par les Chinois. Le batik est souvent incorporé à des zones brodées dans une composition plus ou moins complexe.
Quelques motifs sont particulièrement caractéristiques. Tout d'abord les motifs anciens ou dérivés, autrefois sous forme de tissages mais qui peuvent se retrouver adaptés aujourd'hui sous forme de broderie. L'étoile à huit branches, chez les Hmong, les Tujia et les Dong, symbolise l'étoile, le soleil, les huit crochets, les huit directions. Le papillon évoque les métamorphoses, la "Mère de l'Est". Les animaux affrontés semblent venir de l'art des steppes (de la Mongolie, de l'Asie centrale et orientale). La paire d'oiseaux ou paire de phénix, animaux de bon augure, se retrouve souvent sur les porte-bébés du Sud-ouest. Le motif de la légende du "Roi des hommes-grenouilles" s'y trouve aussi, comme une protection contre les "esprits" malfaisants. Le motif "Tête de tigre blanc"  (l'un des Quatre animaux totem de la Chine) est censé protéger le nouveau-né, on le trouve sur une bande tissée entourant le berceau.
Quant aux motifs inspirés de la culture Han, les plus répandus sont le dragon, la chauve-souris, certains caractères chinois, le "Nœud sans fin" (d'origine bouddhiste) ou "Nœud de la chance", et enfin la svastika, probablement importée elle aussi avec le bouddhisme depuis l'Inde.

## Exemples de broderies chinoises
- Costumes impériaux. Ces costumes "formels", d'apparat, pouvaient être brodés ou tissés[N 11].

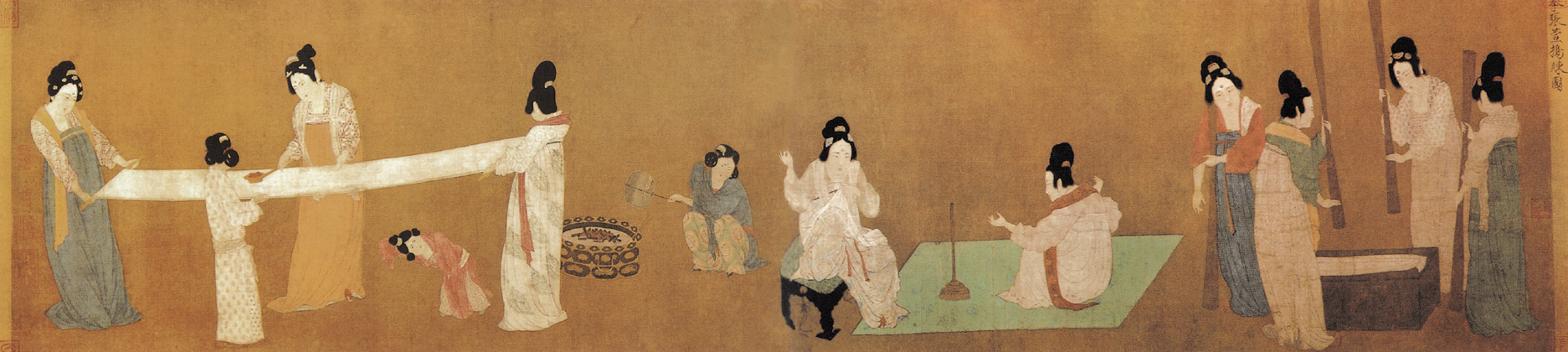
Femmes de la cour en train de préparer la soie. Copie de l'empereur Huizong des Song d'après un original Tang attribué à Zhang Xuan. Museum of Fine Arts, Boston
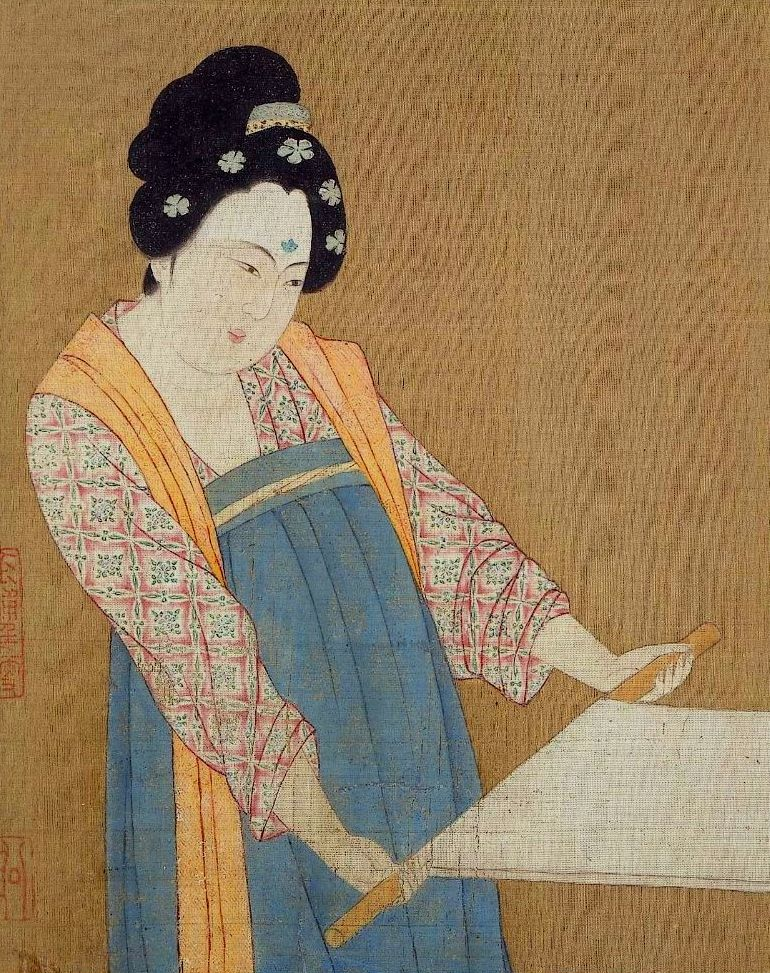
Idem, détail sur un costume (Tang?)
Portrait de l'empereur Yongle, dynastie Ming. Rouleau mural, encre et couleurs sur soie, 220 x 150 cm. Musée national du palais, Taipei.
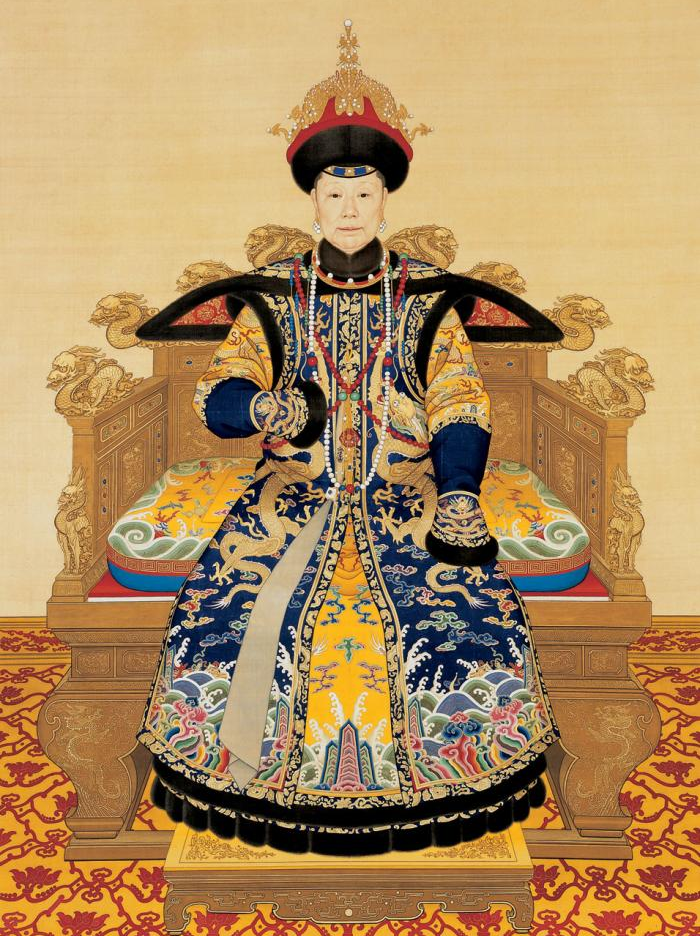
Portrait de la concubine impériale Xiao Sheng Xian (en), dynastie Qing, mère de Qianlong 1751, artiste de cour anonyme. Rouleau mural, encre et couleur sur soie. 230.5×141,3 cm. Musée du Palais, Pékin.
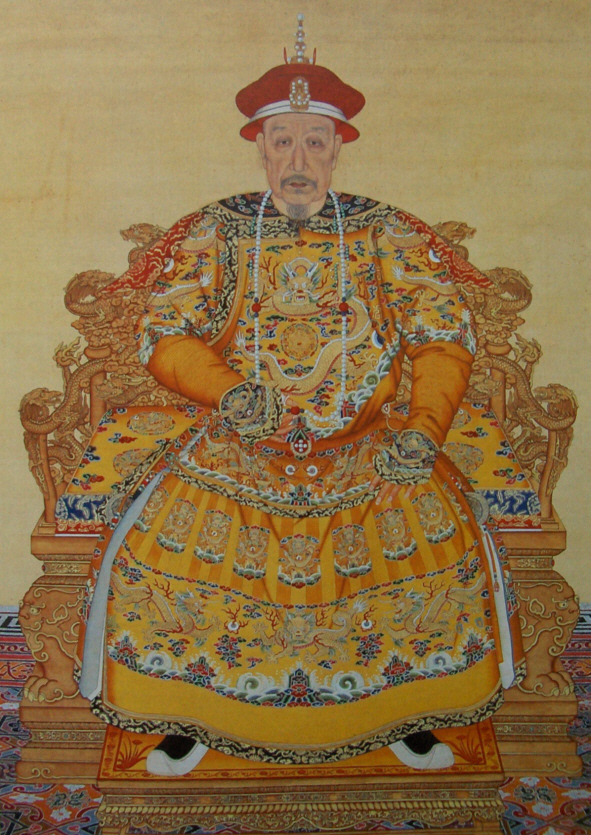
Portrait de l'empereur Qianlong âgé en habits de cérémonie[N 12]. dynastie Qing. Rouleau mural, encre et couleur sur soie. Musée du Palais, Pékin.

- Se jouer de la broderie

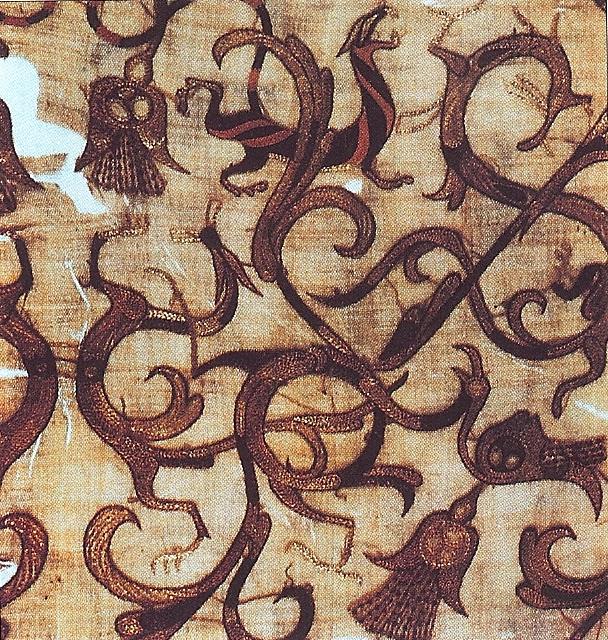
Détail de broderie sur gaze. Dragons, phénix et tigres : points de chaînette noirs et rouges. Royaumes combattants, IVe siècle av. J.-C. Musée provincial de Jingzhou, Hubei.
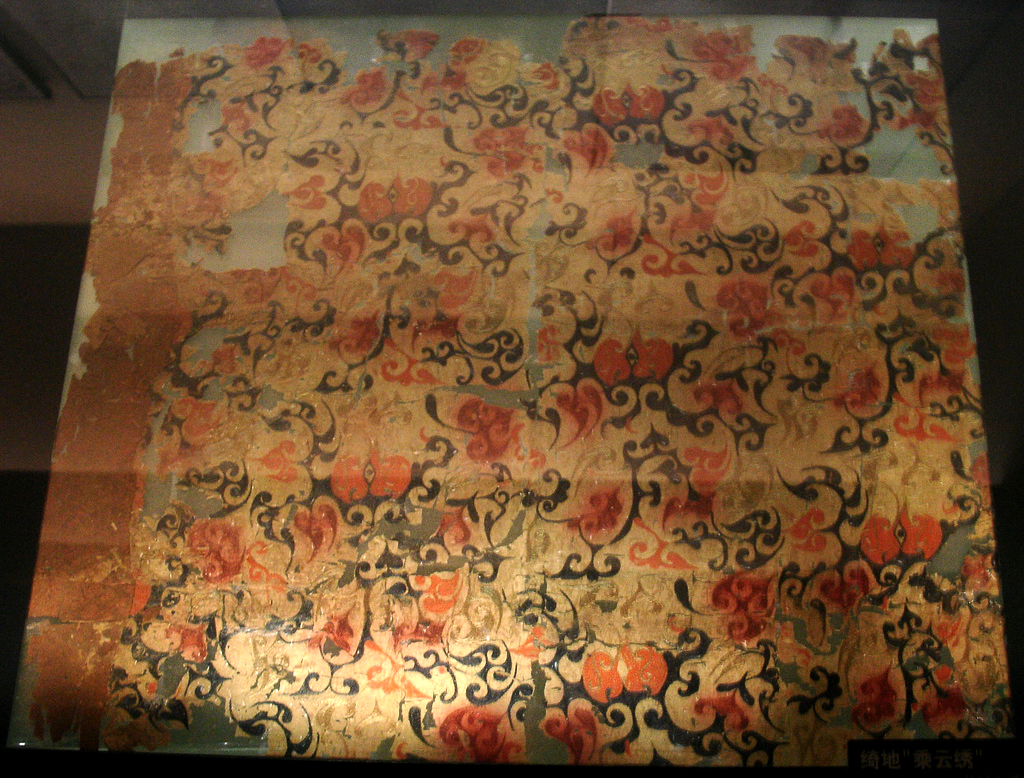
Pièce de soie brodée, à motifs de fleurs (?)[N 13]. Mawangdui tombe 1. Dynastie Han de l'Ouest (202 av.n.è. - 9). Hunan Provincial Museum (en), Changsha.
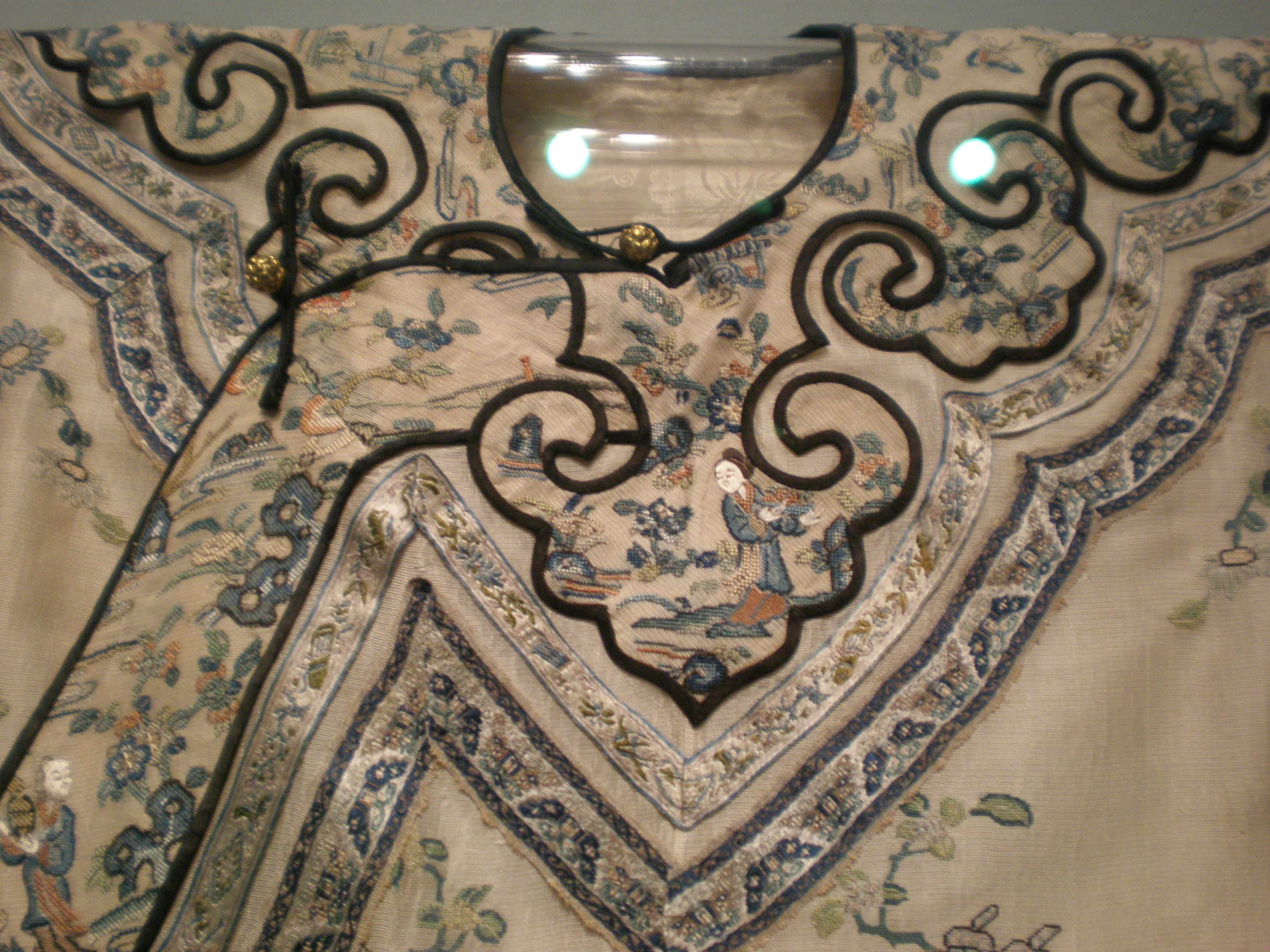
Robe d'été, broderie de soie. Détail du col. Vers 1875-1900, dynastie Qing. Musée d'art asiatique de San Francisco[N 14].
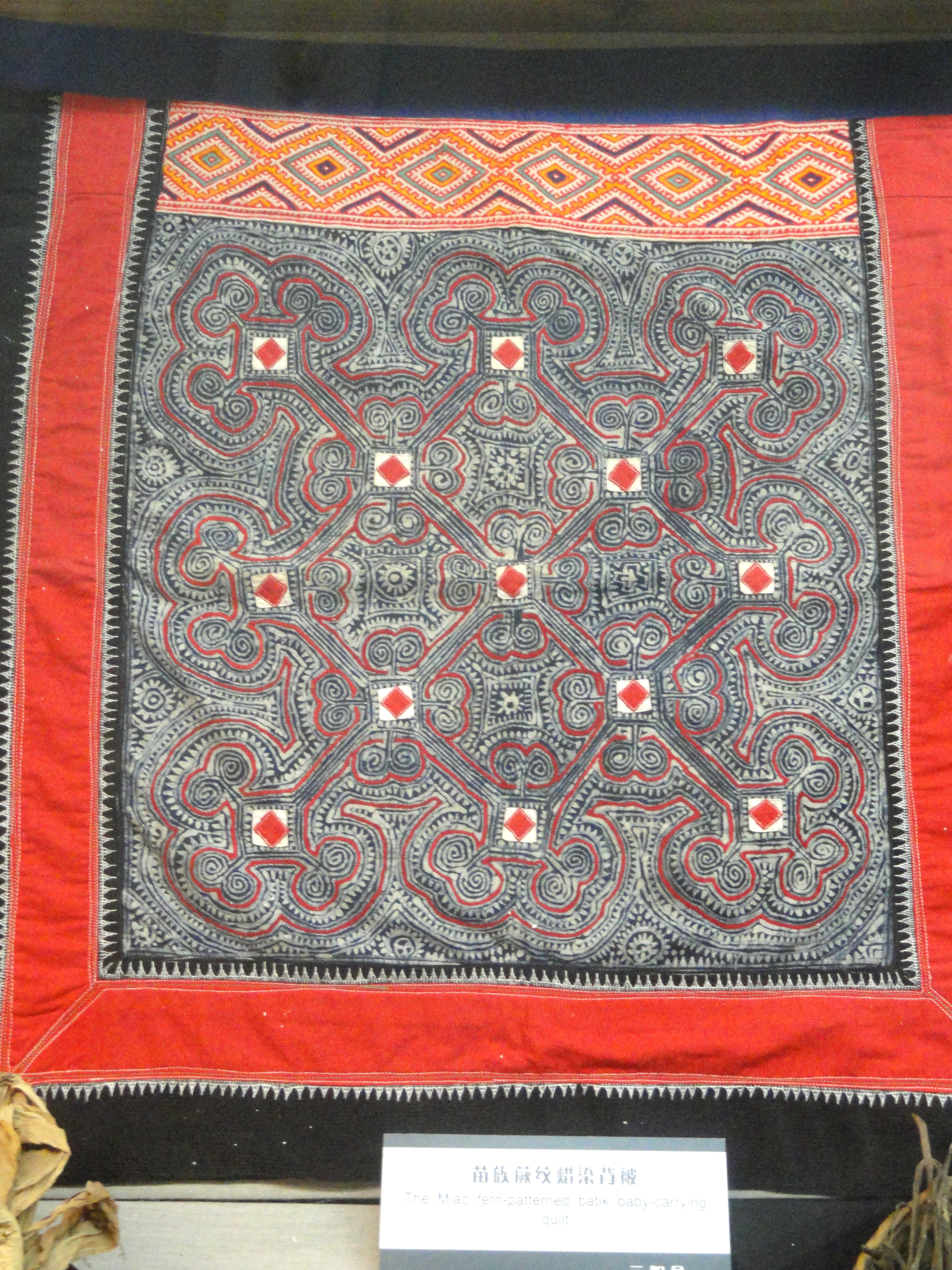
Porte-bébé Miao. Broderie  sur galons et tissus encadrant un carré (impressions à la cire batik à motif de fougères sur toile teinte à l'indigo). Yunnan Nationalities Museum, Kunming, Yunnan.
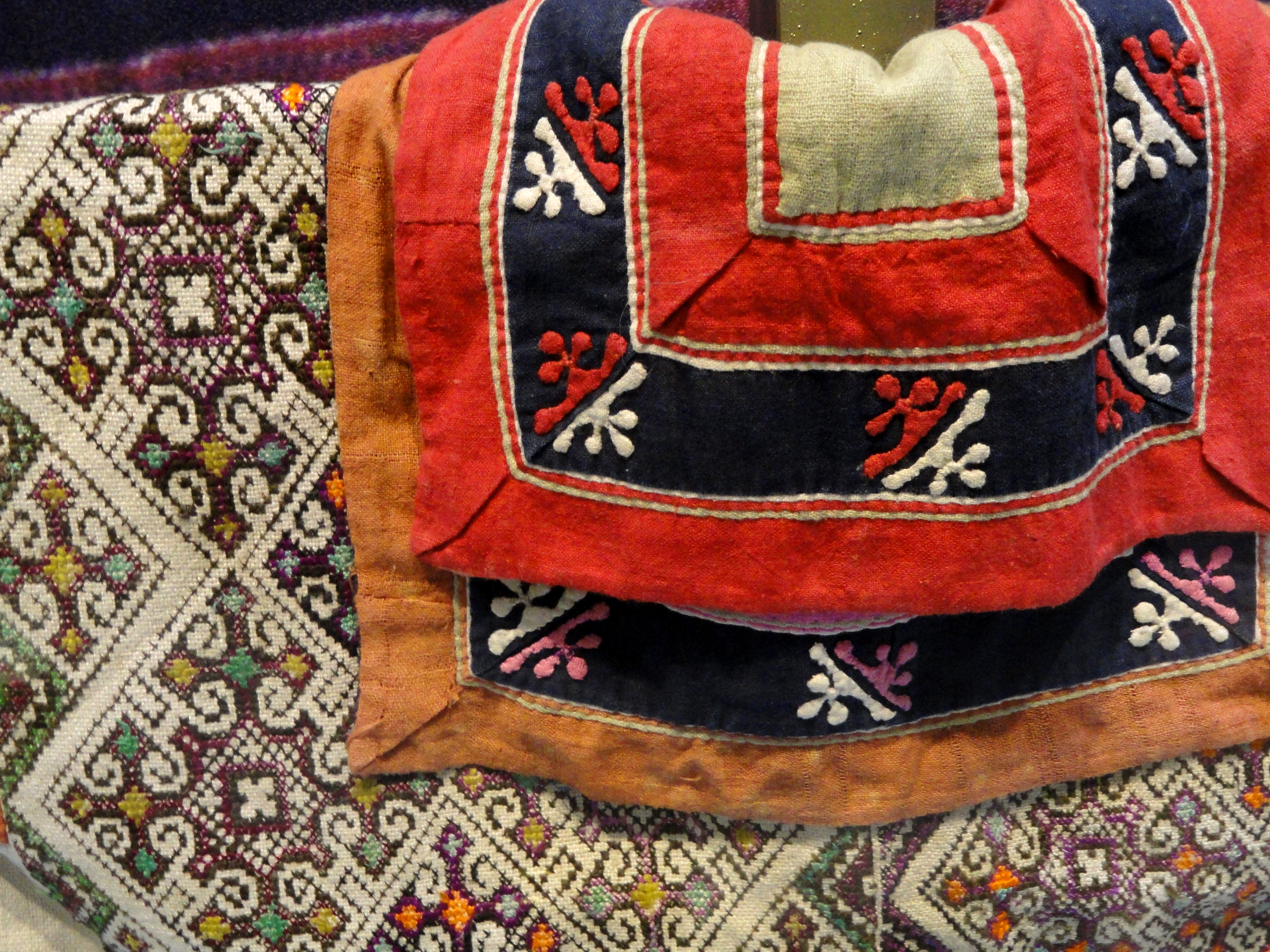
Vêtement féminin, de l'ethnie Miao. Application de tissus découpés selon le motif (blanc, rouge et rose), broderie de soie au point de croix. Yunnan Provincial Museum (en), Kunming.
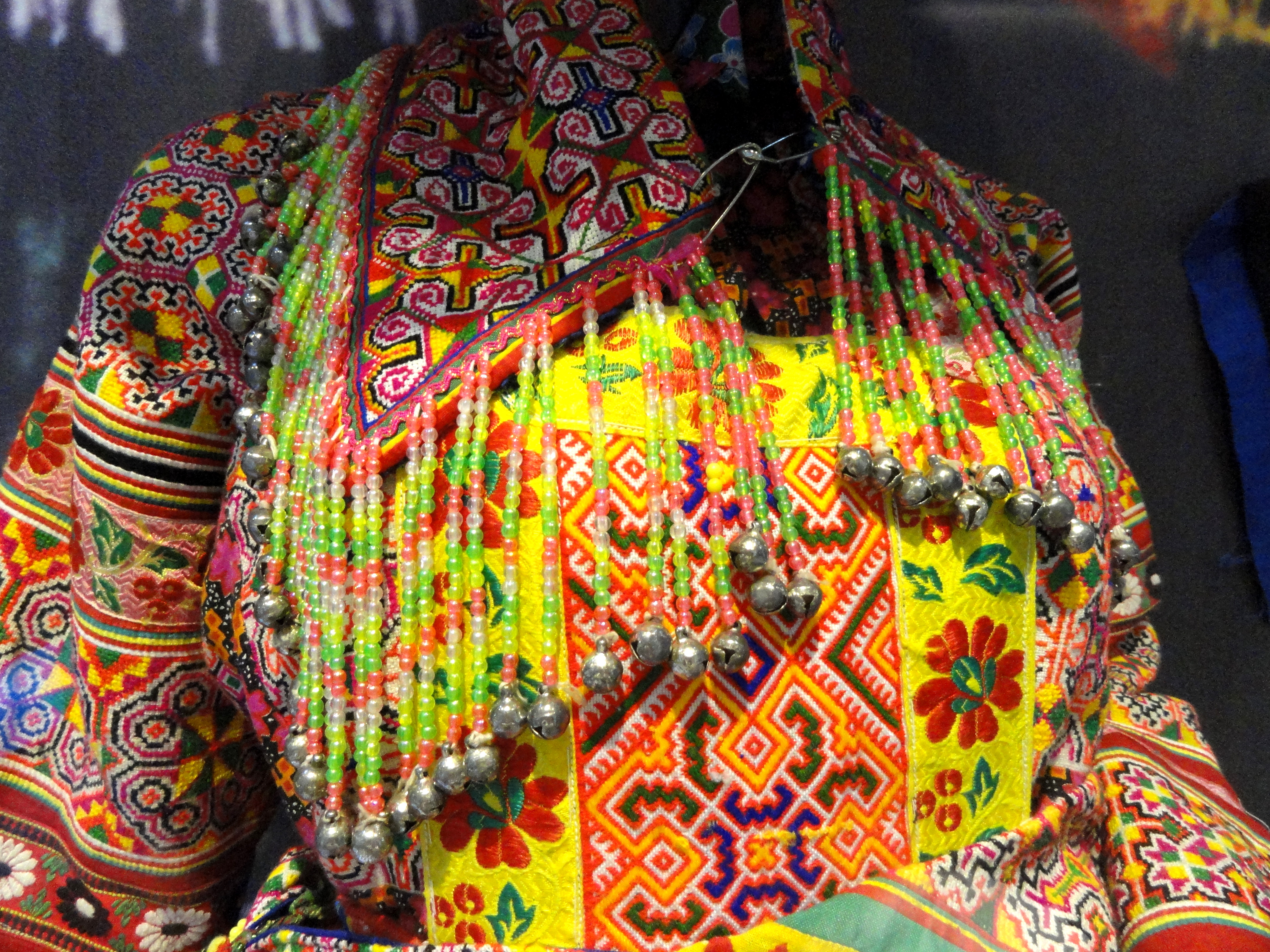
Costume féminin de l'ethnie Miao du sud-est du Yunnan (Wenshan - Manguan). Broderies à motifs floraux et géométriques, perles et grelots. Musée Provincial du Yunnan, Kunming, Yunnan.
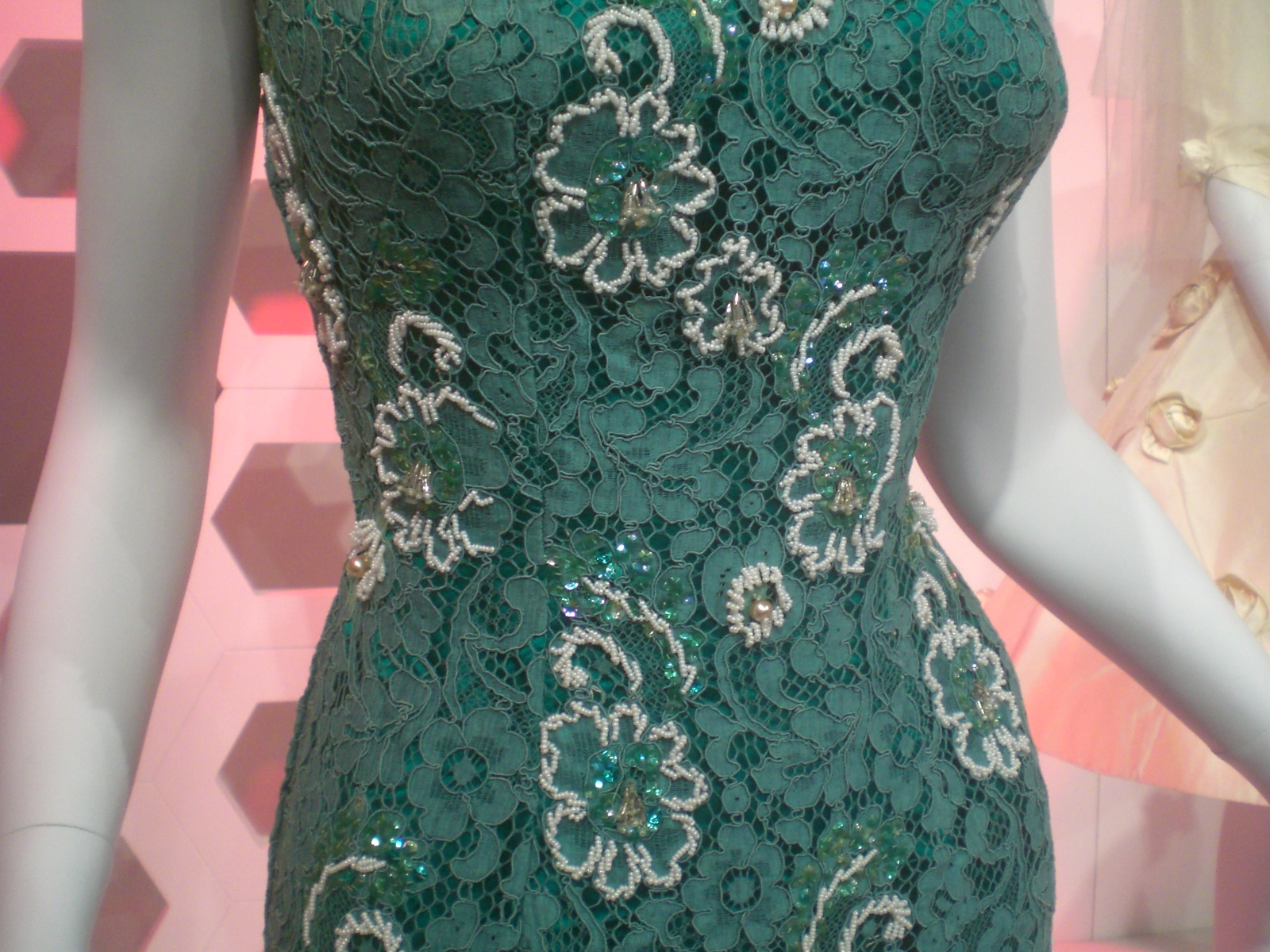
Qipao vert foncé à dentelles brodées de l'actrice Linda Lin Dai (Love Without End , Hong Kong 1961) Archive  films HK.
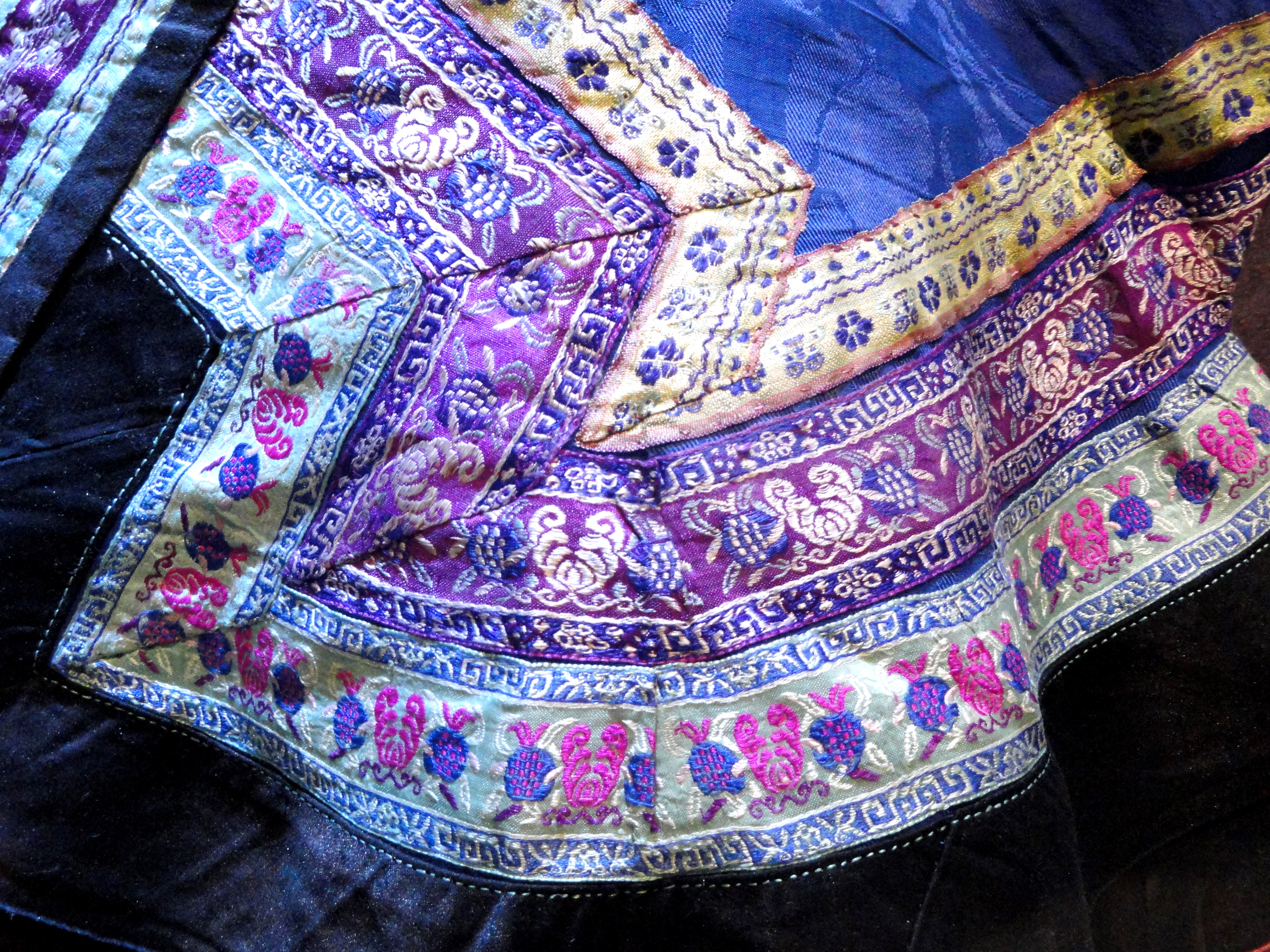
Vêtement féminin, de l'ethnie Dai. Yunnan Provincial Museum, Kunming, Yunnan
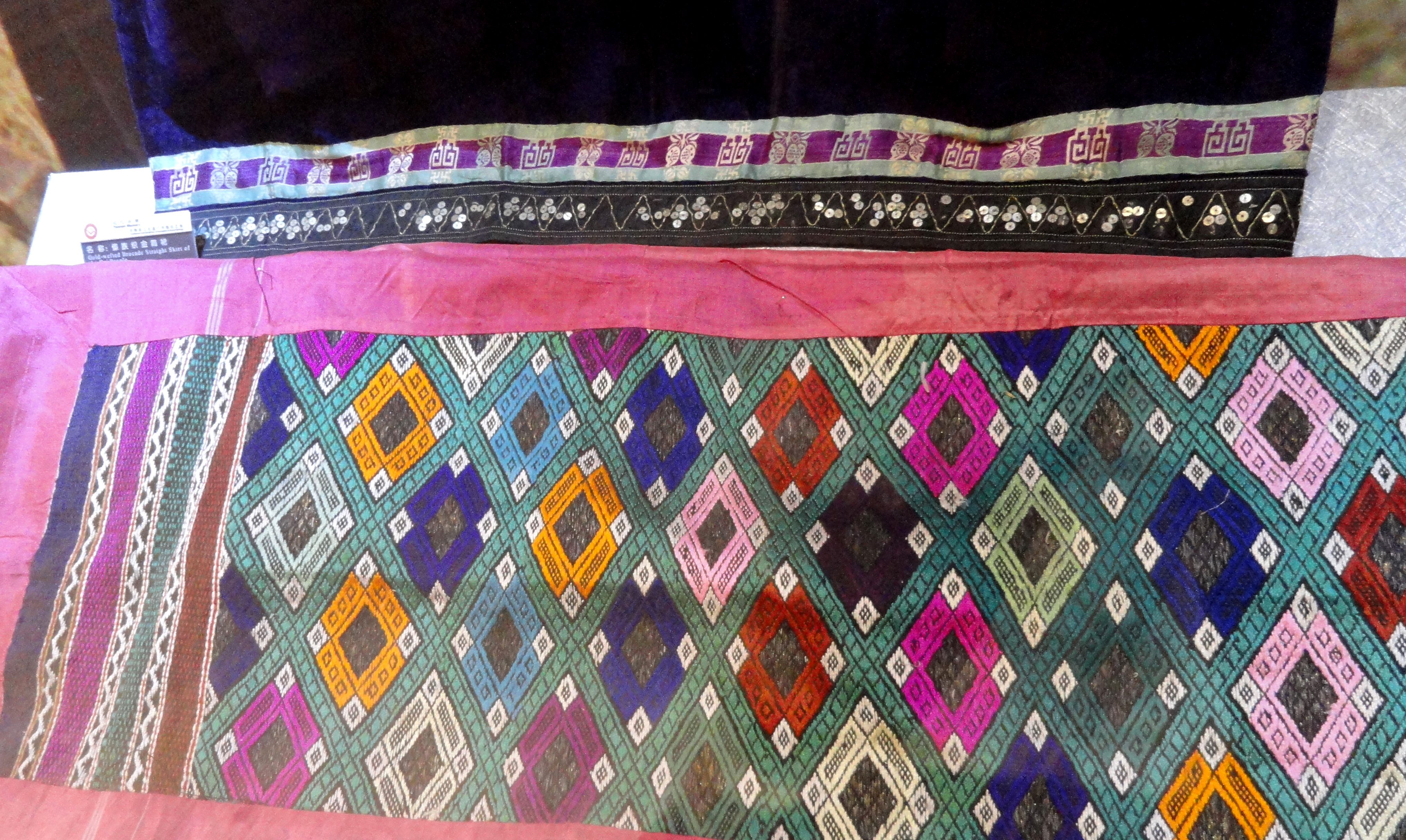
Broderie au point passé plat sur une jupe de l'ethnie Dai. Yunnan Provincial Museum, Kunming, Yunnan.
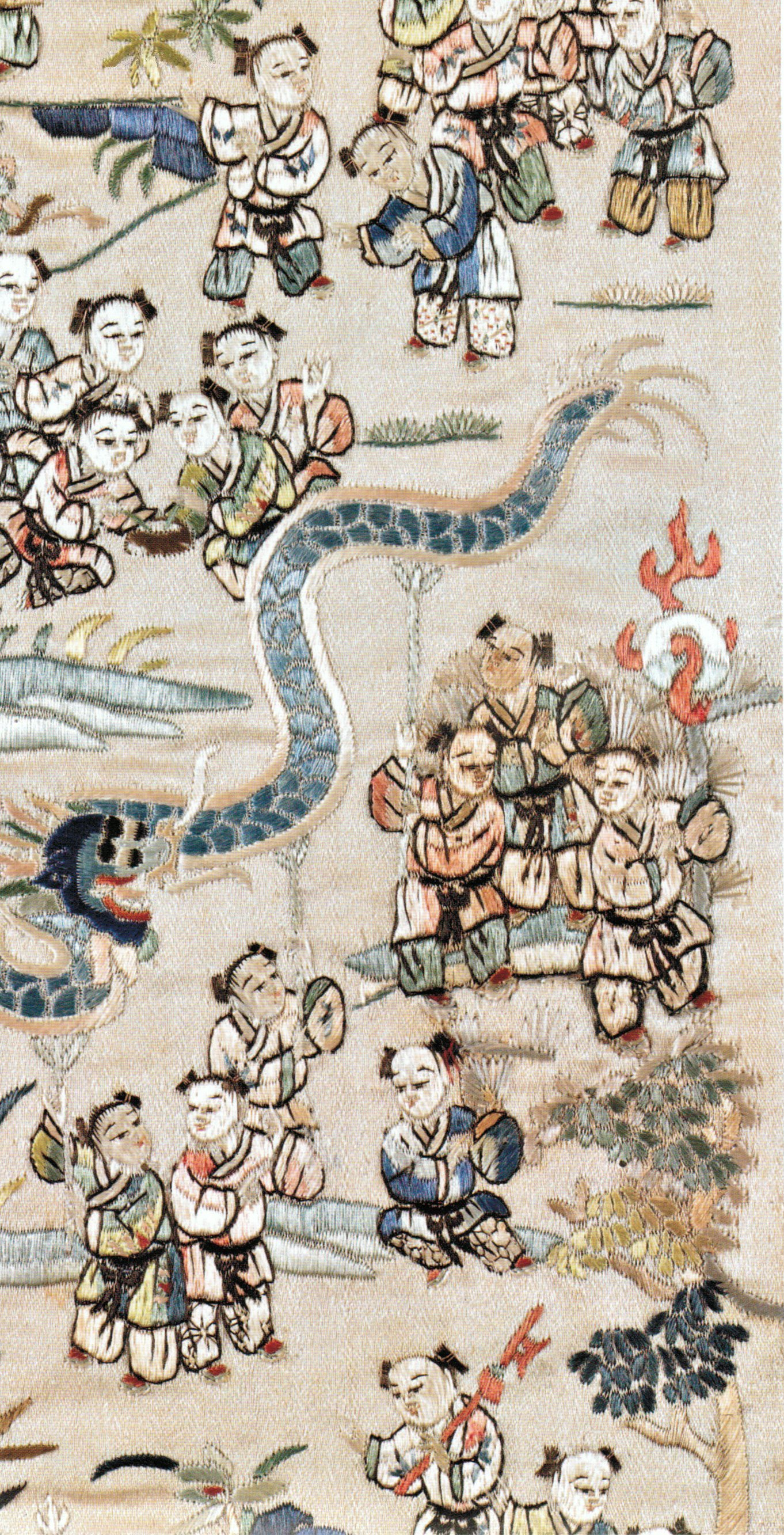
Bande de soie brodée, à disposer sur les manches d'une robe de femme. Satin weave embroidery. XXe siècle. Honolulu Academy of Arts.
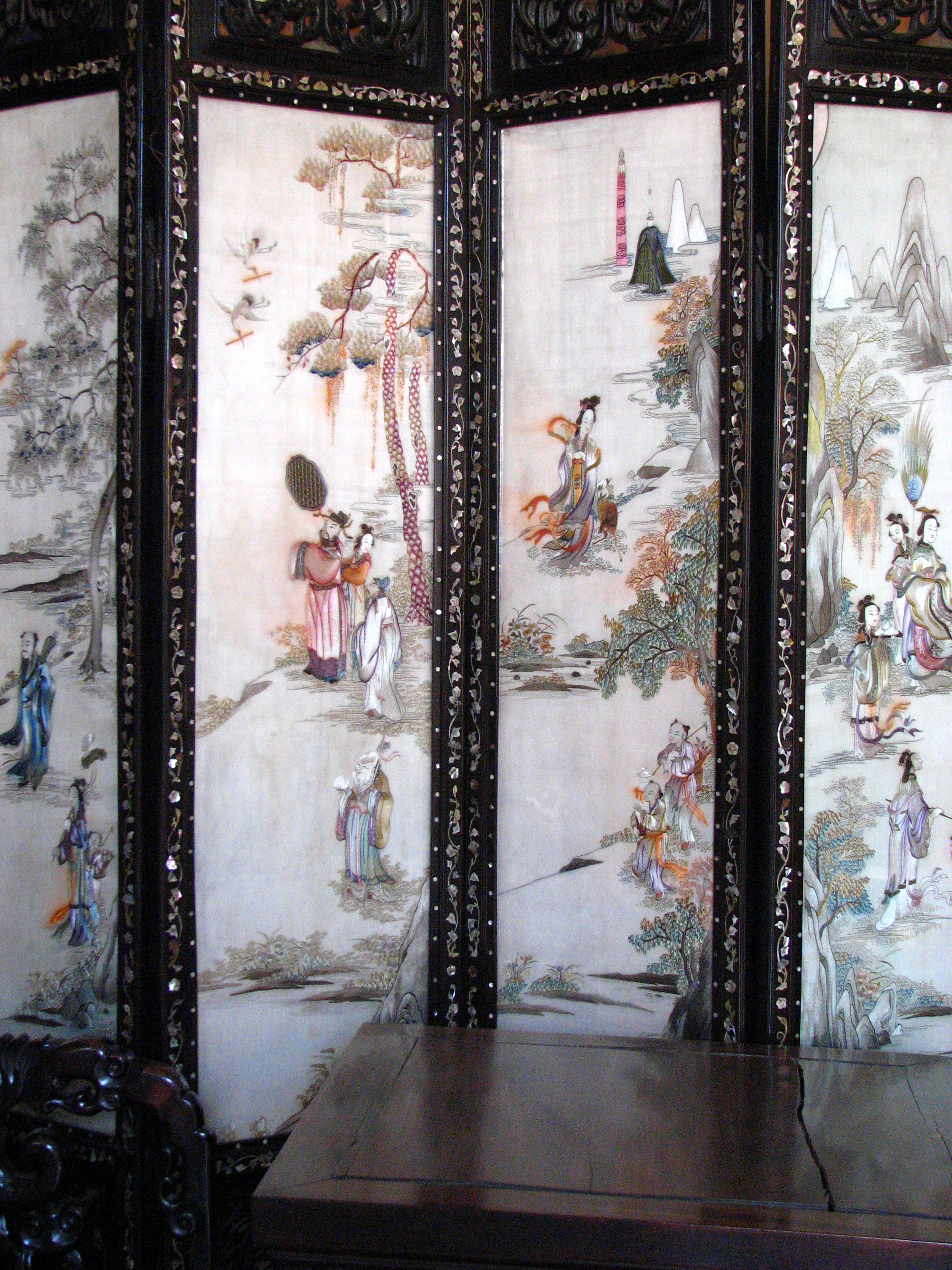
Paravent, châssis d'ébène, incrustations de nacre et panneaux de soie brodée. Thèmes: littérature chinoise. Hall de la Chine, Kunstkamera Saint-Pétersbourg

- Composer avec la forme de la pièce

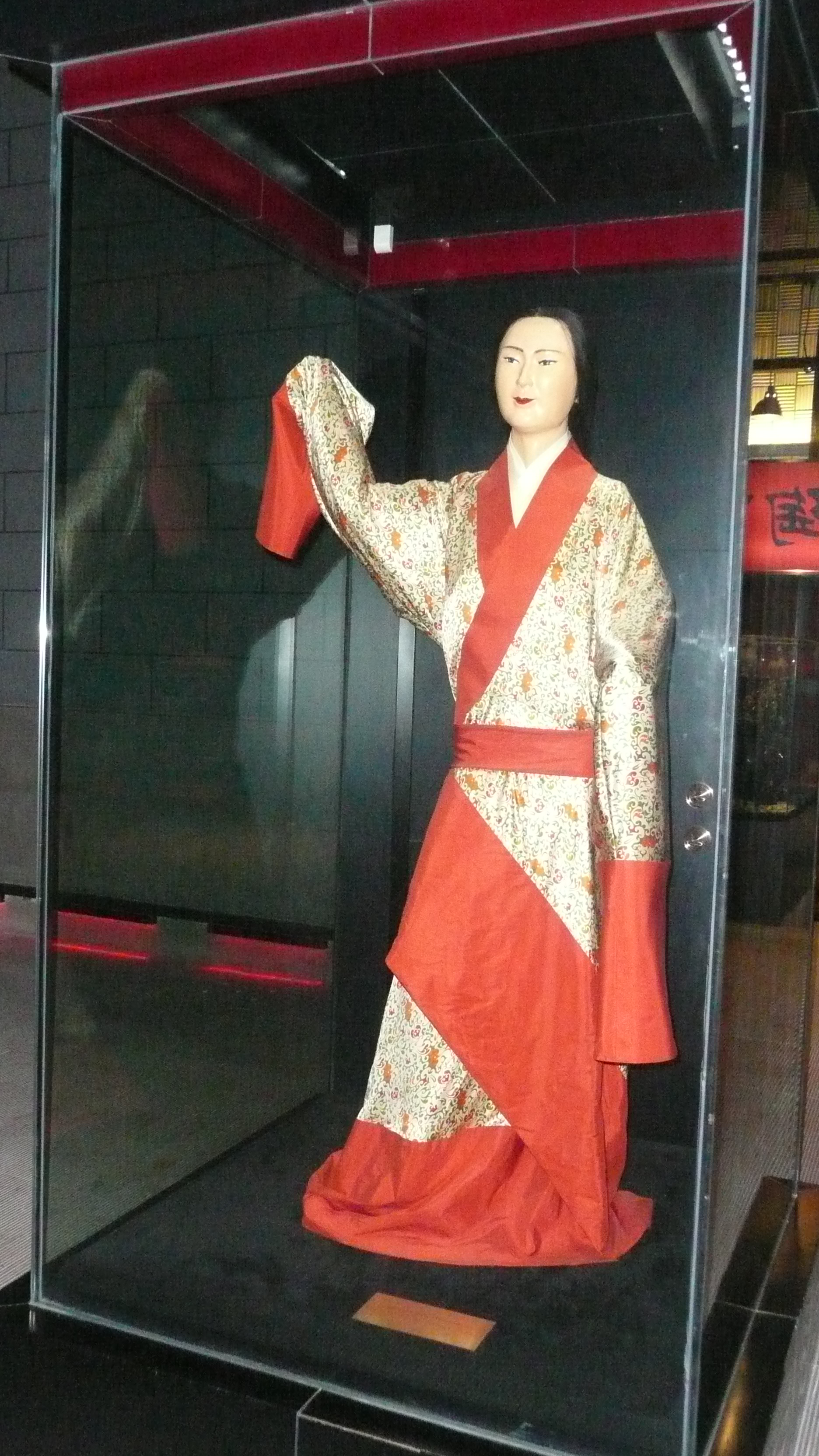
Costume brodé de Wang Shi épouse de Jing Di (Liu Qi) empereur Han de l'Ouest. Mausolée, 126 av.n.è., de Han Yang Ling. Xianyang, Xi'an.
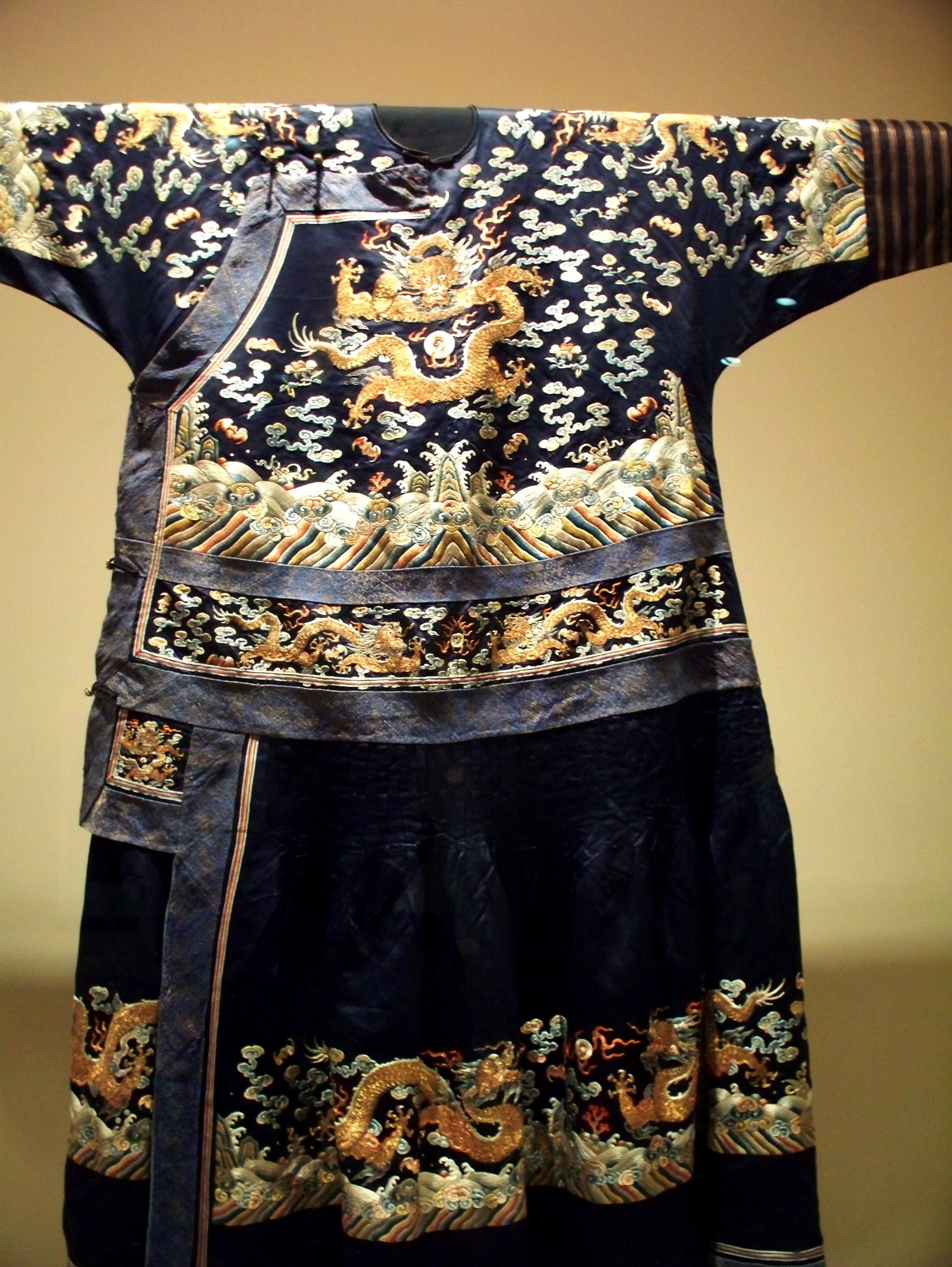
Robe masculine de cour, d'apparat (chaopao), fin XVIIIe siècle. Dynastie Qing. Satin de soie brodé de soie et de fils d'or. Indianapolis Museum of Art.
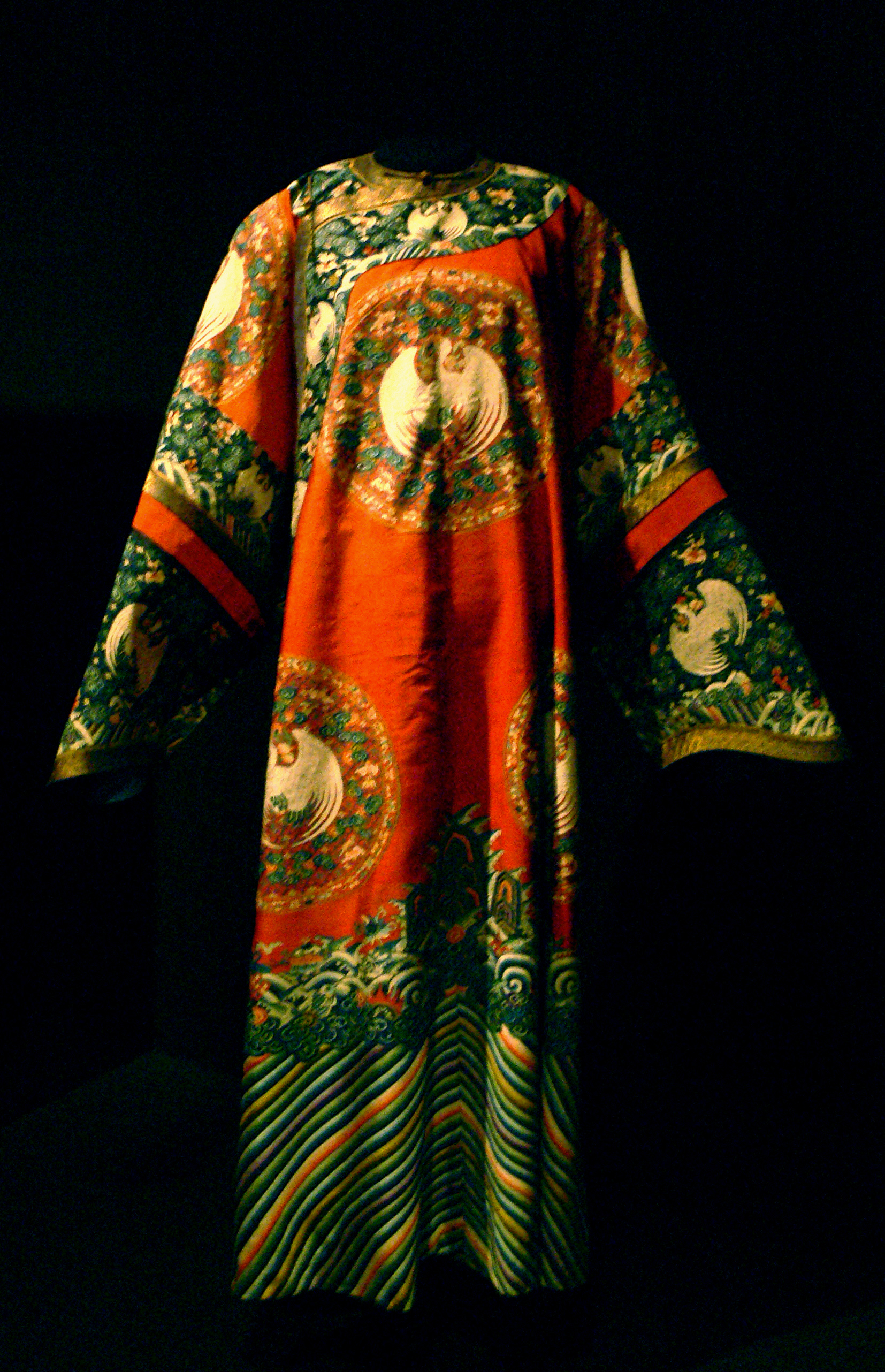
Qipao semiformelle à manches longues. Dynastie Qing XIXe siècle. Broderie de soie et fils de métal "enveloppés". Dallas Museum of Art.
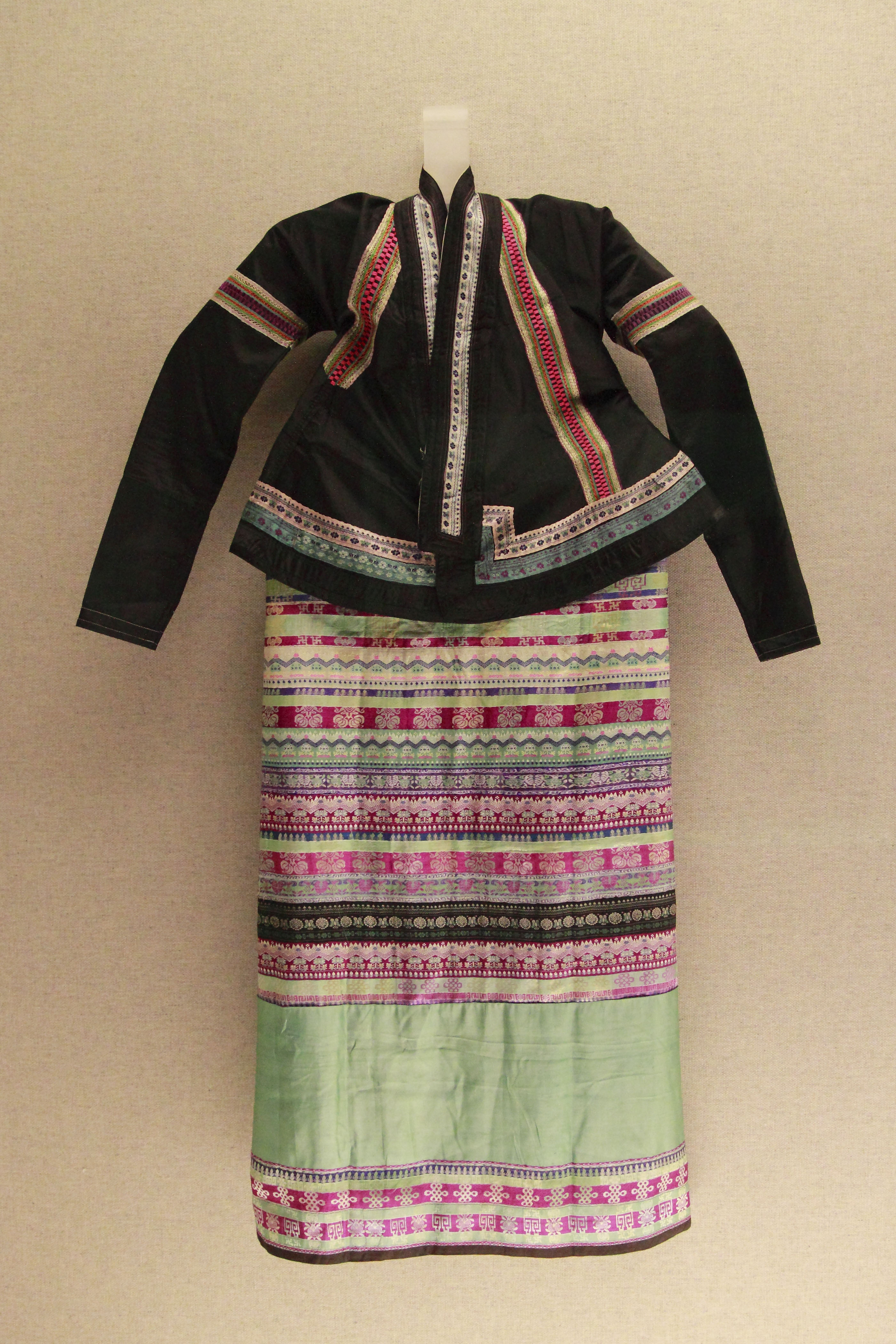
Ensemble féminin de l'ethnie Dai. Xishuangbanna, Yunnan. Musée de Shanghai.
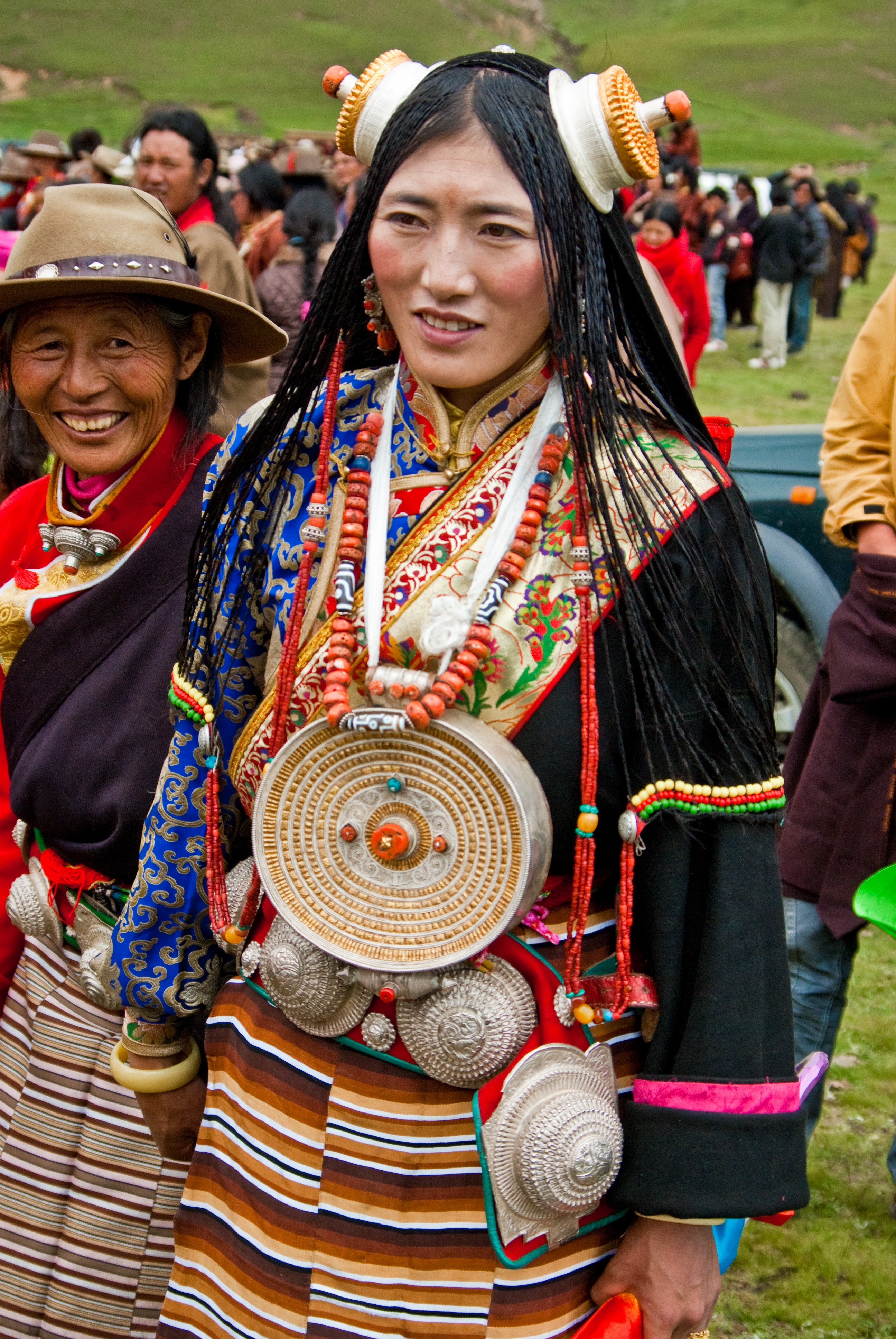
Jeune femme du Kham, Tibet.
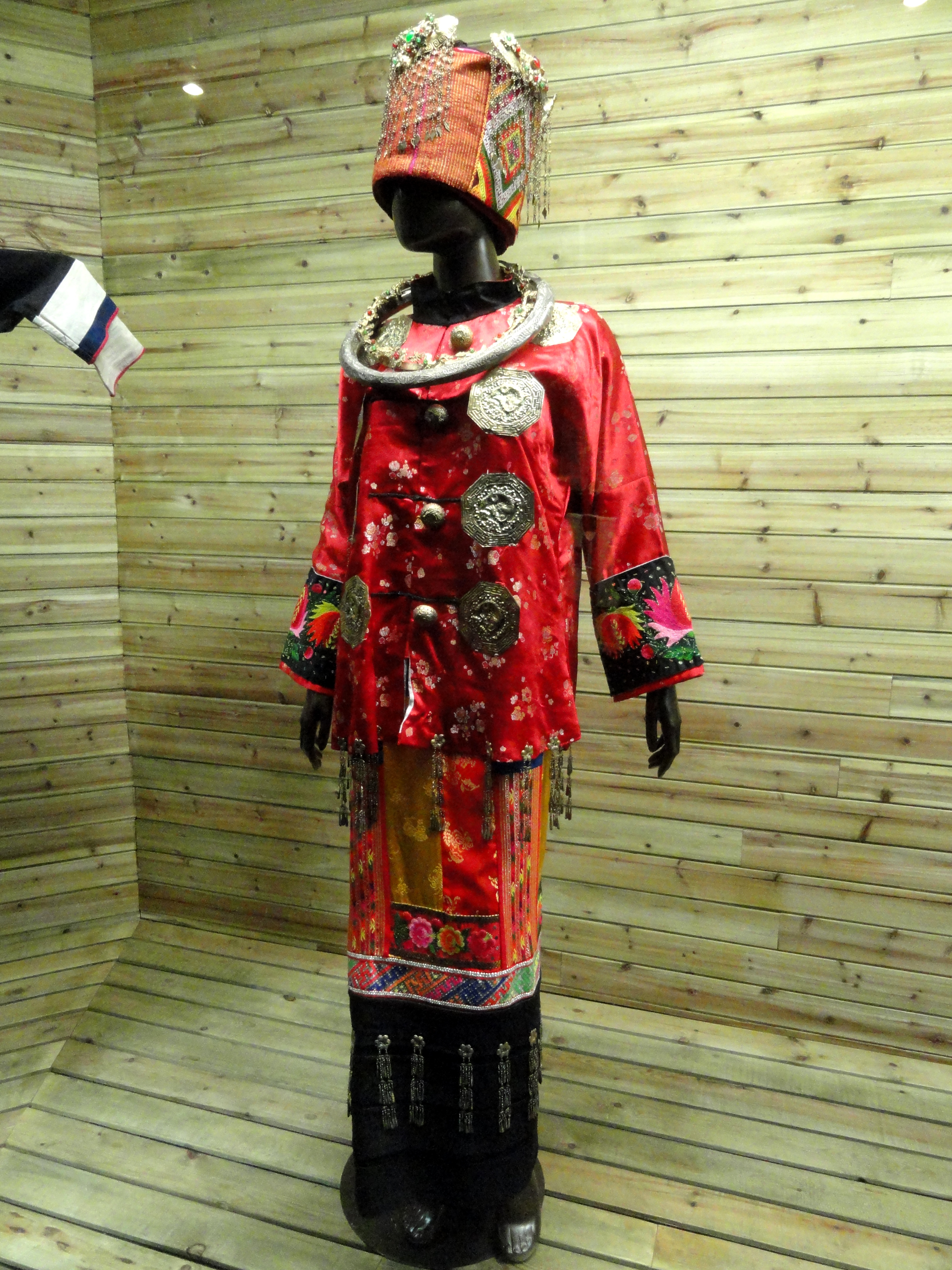
Robe de mariage, Dai. Yunnan Nationalities Museum, Kunming, Yunnan.
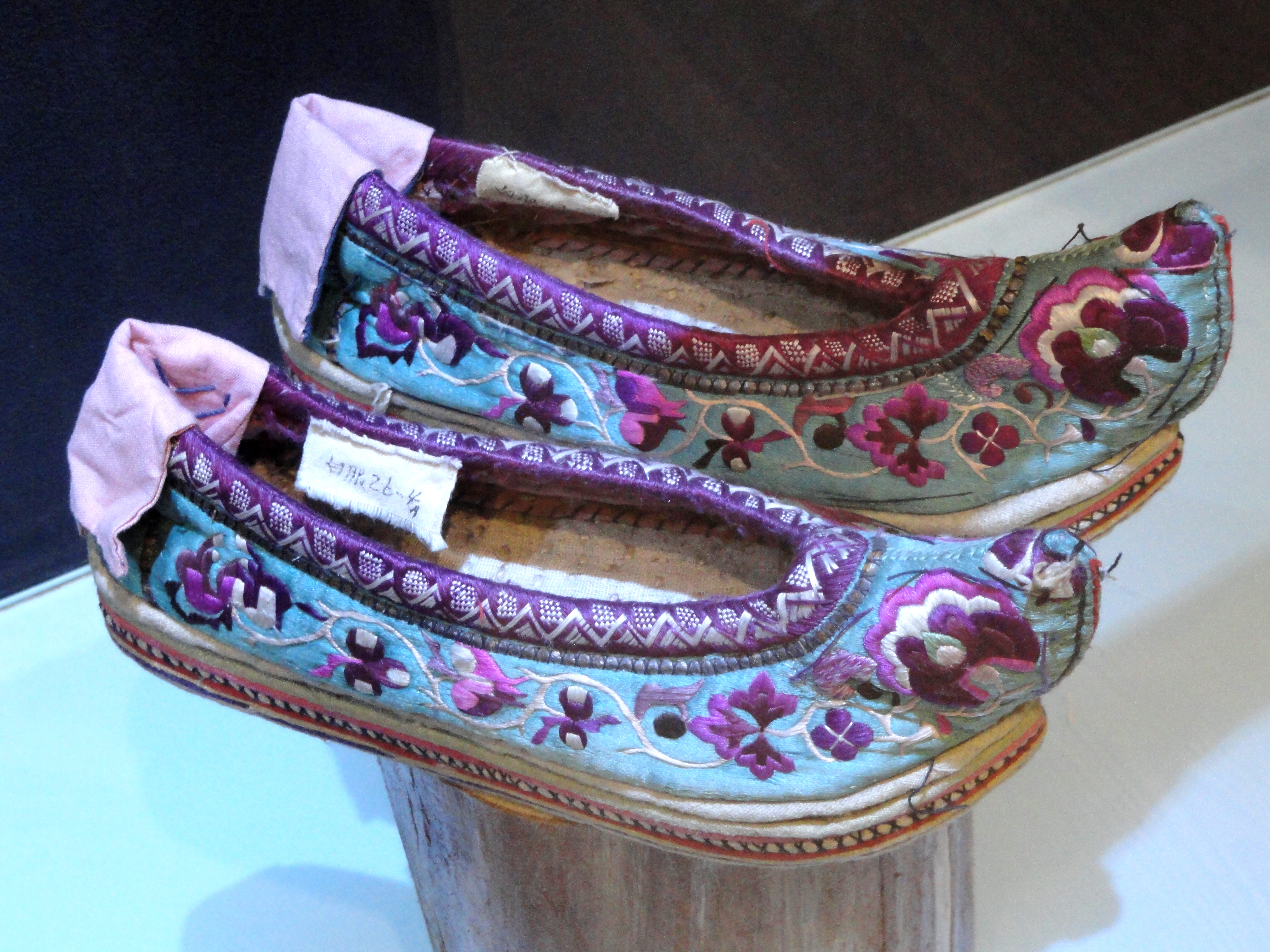
Chaussures féminines, de l'ethnie Miao. Yunnan Provincial Museum, Kunming, Yunnan.
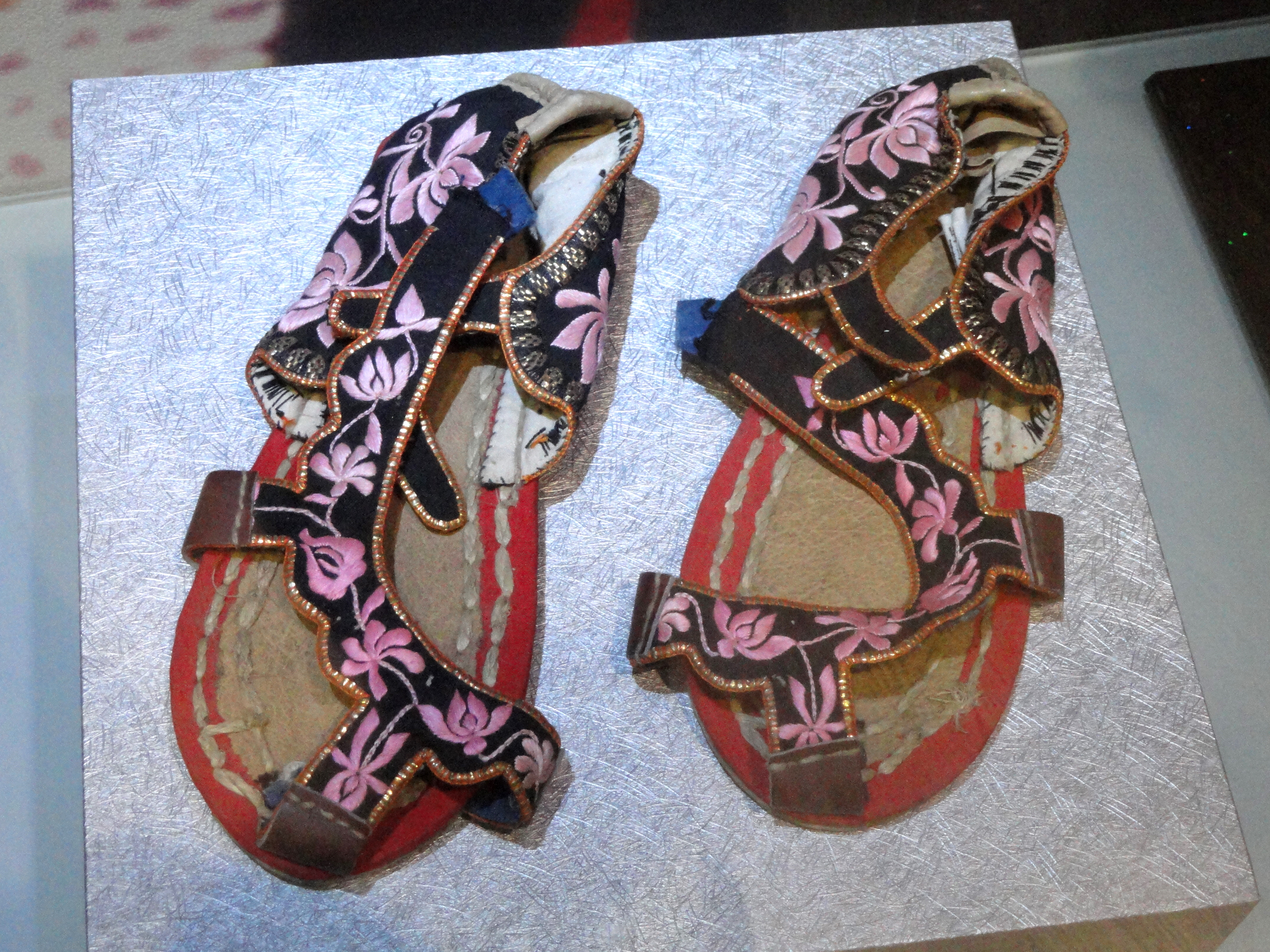
Chaussures féminines, de l'ethnie Miao. Yunnan Provincial Museum, Kunming, Yunnan.
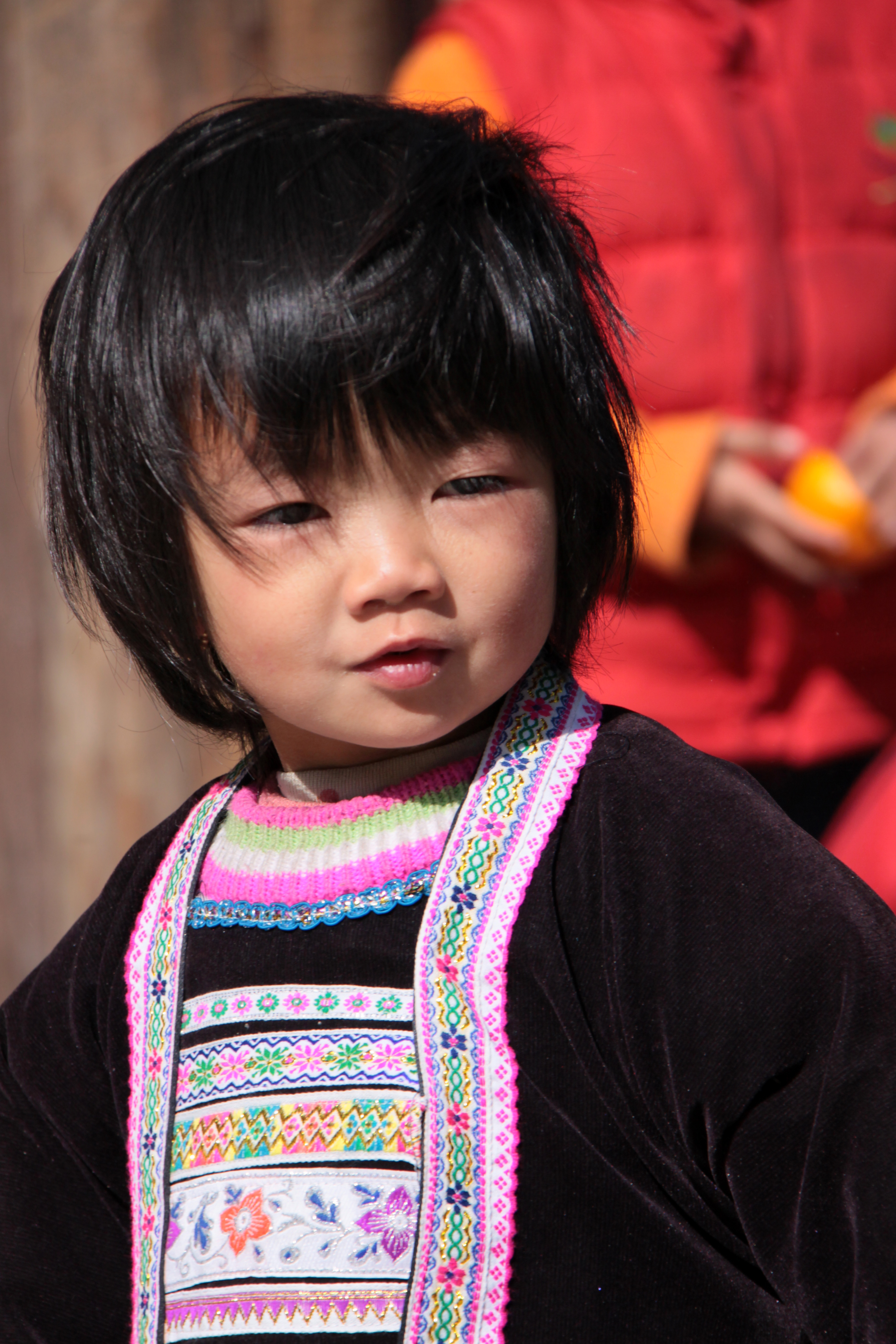
Fillette de l'ethnie Dong. Guizhou.
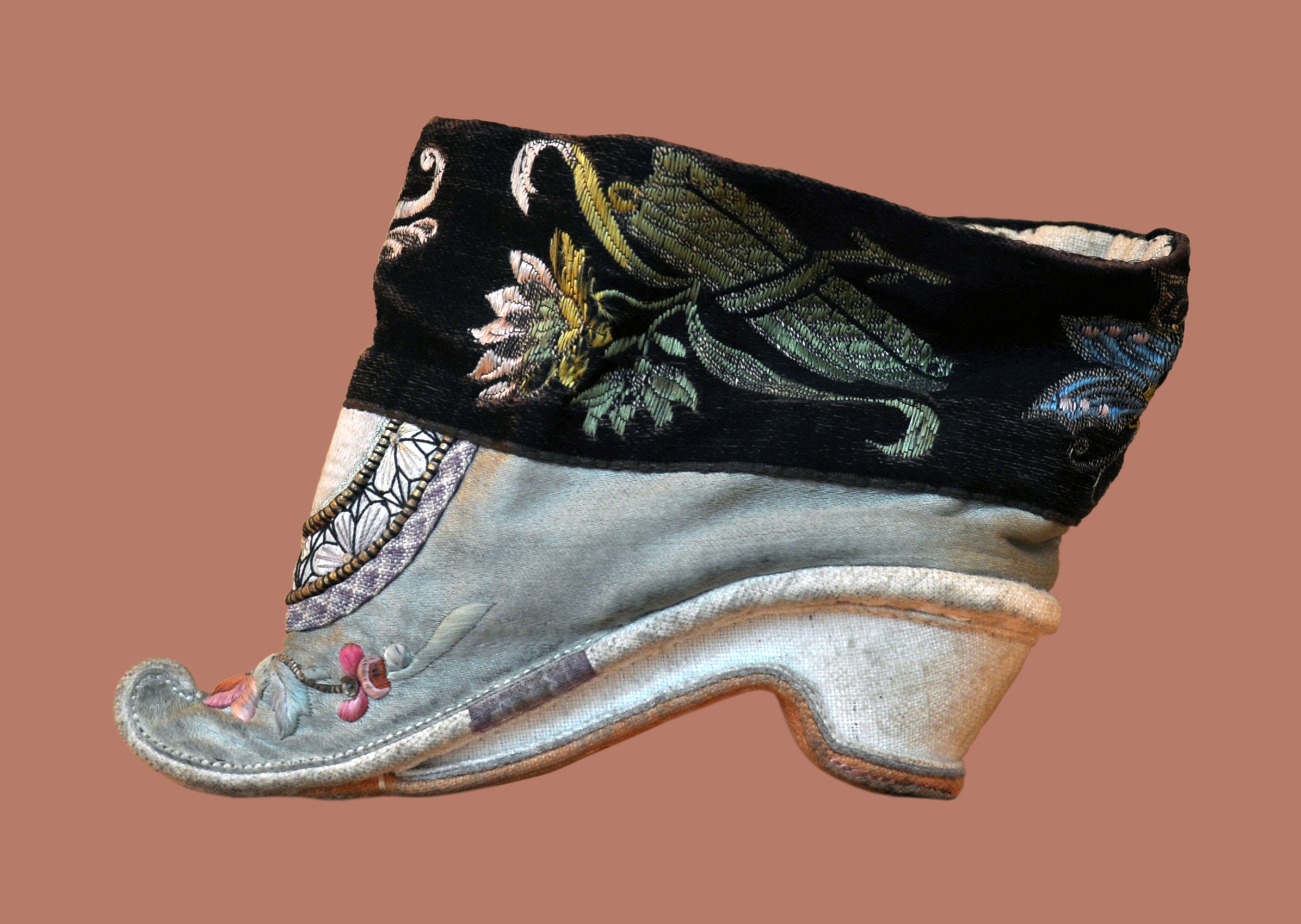
Chaussure pour pieds bandés[N 15]. Chine, XVIIIe siècle. Musées du château des Rohan à Saverne, Musée Louise Weiss, Saverne.